# Botanická zahrada v Bordeaux

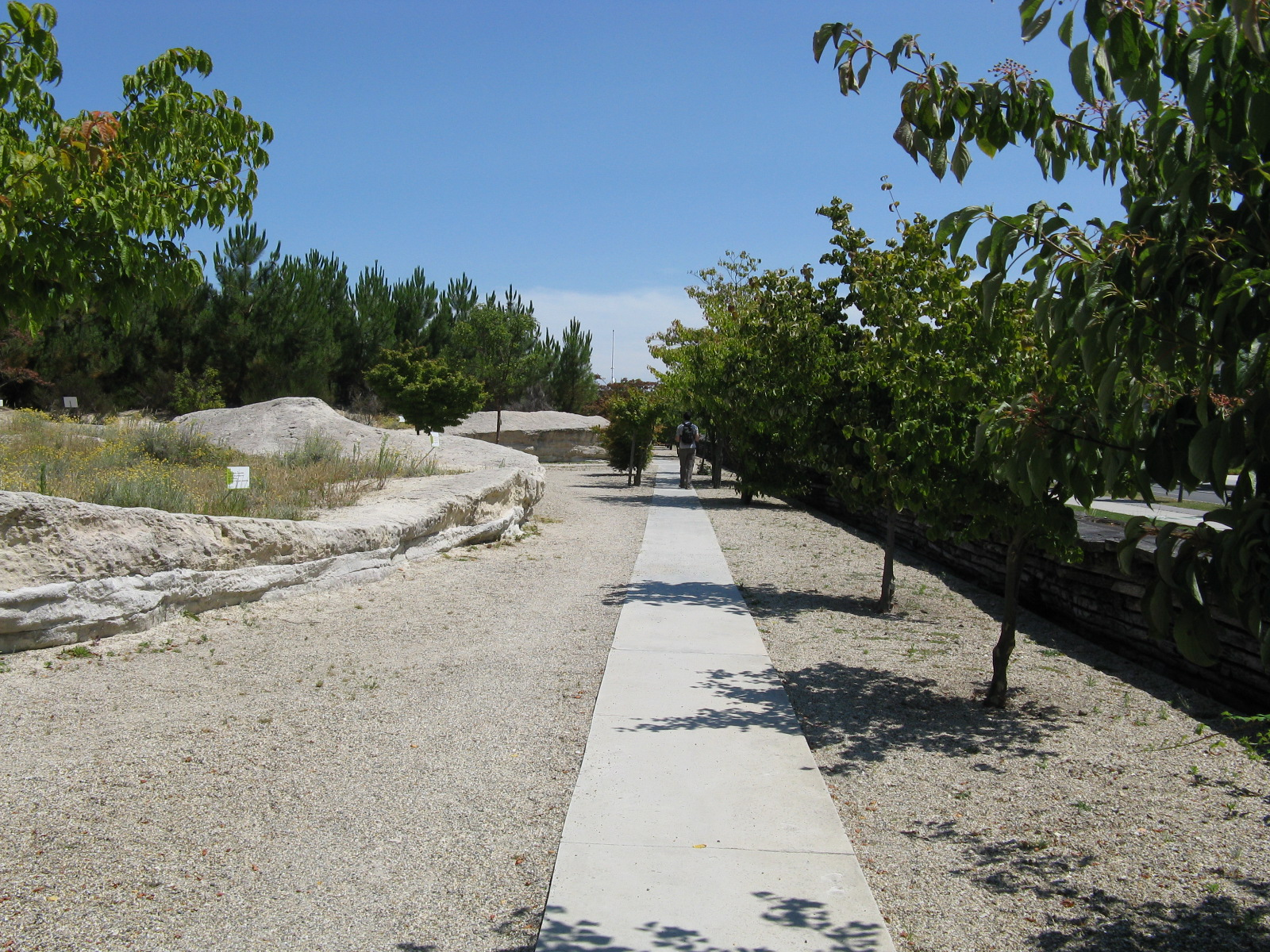

Botanická zahrada v Bordeaux (Jardin botanique de Bordeaux) ve Francii, region Akvitánie, má dvě části: starou zahradu na Place Bandineau s dlouhou historií o rozloze 0,5 ha a novou zahradu de la Bastide na pravém břehu řeky o rozloze 4.6 ha.) Je otevřena denně bez poplatku. Původní historická zahrada byla nedávno doplněna o botanickou zahradu de la Bastide, která se nachází na druhé straně řeky. Náklady na úpravy v roce 2001-2005 činily 9.2 milionu €, náklady na údržbu v roce 2007 činily zaokrouhleno 208€ na m2 plochy.

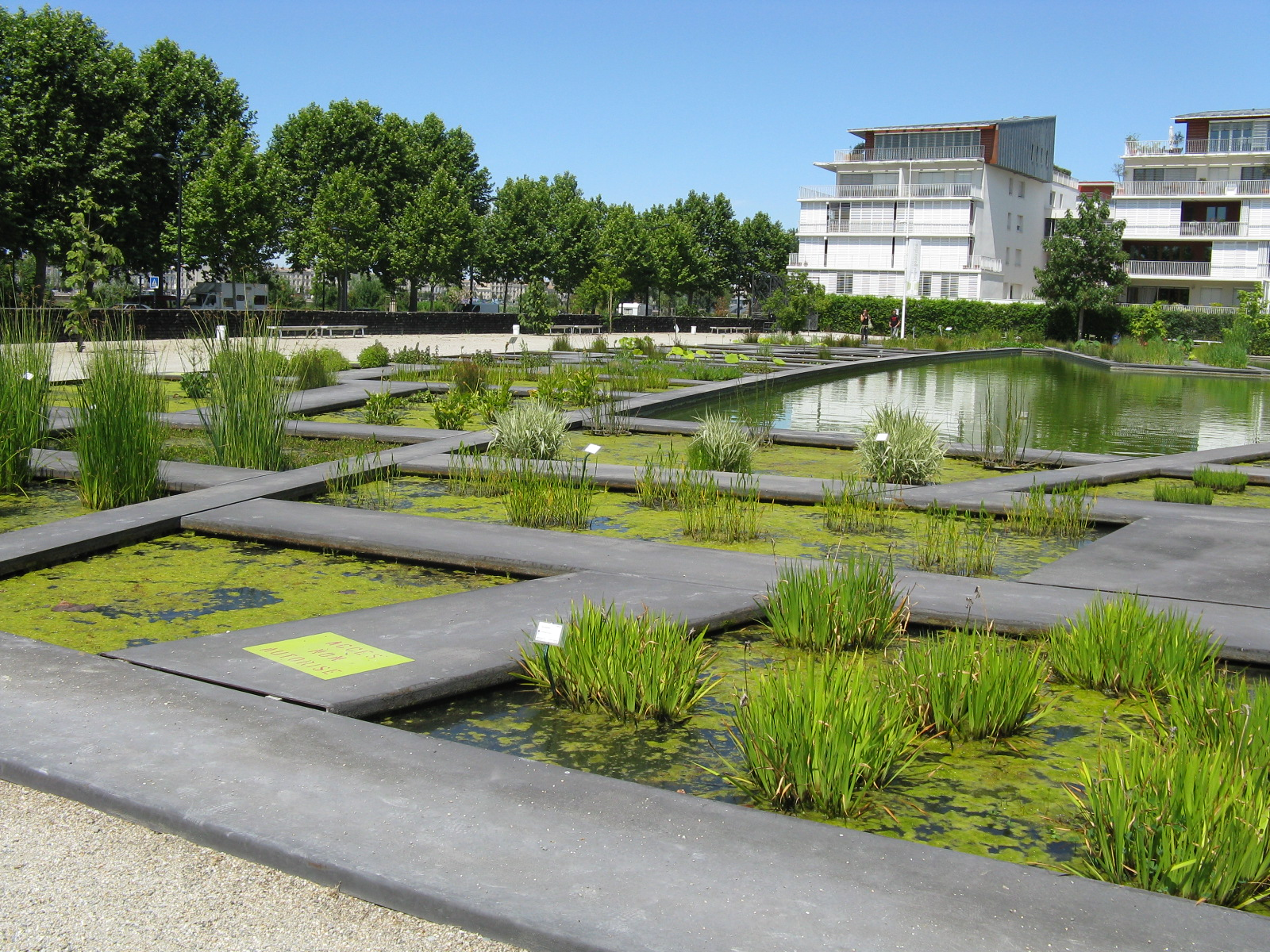

Ačkoli původ zahrady sahá až do roku 1629, kdy byla vytvořena v Bordeaux první zahrada s léčivkami, dnešní botanická zahrady je datována do roku 1858. V současné době obsahuje více než 3000 druhů rostlin, a to jak ty, pocházející z Akvitánie, tak exotické rostliny ze Severní Ameriky, Číny a Japonska. Je organizována podle systematického botanického rozdělení. Sběr semen v zahradě zahrnuje 2000 taxonů a herbář obsahuje asi 85000 vzorků rostlin.